# Pachykytospora
Pachykytospora là một chi nấm thuộc họ Polyporaceae.